# تپه اطراف شهر سوخته ۲۴۶
تپه اطراف شهر سوخته ۲۴۶ در شهرستان زابل، بخش شیب آب، دهستان لوتک، ۱۷/۲ک متری جنوب غرب پایگاه باستان‌شناسی شهر سوخته واقع شده و این اثر در تاریخ ۲۰ اسفند ۱۳۸۵ با شمارهٔ ثبت ۱۸۰۵۴ به‌عنوان یکی از آثار ملی ایران به ثبت رسیده است.